# きゅう師
きゆう師（きゆうし、英: Moxibustionist）は、「あん摩マツサージ指圧師、はり師、きゆう師等に関する法律」によるきゅう師試験に合格した者をいう。なお、「きゆう師」という名称は、大宝律令の＜灸＝きゆう＞に由来する音から採られたものである。本資格とはり師の両資格取得者は「鍼灸師」と呼ばれているが、そうした資格は法制度上に存在しない。

## 法規

### 業務について
- あん摩マツサージ指圧師、はり師、きゆう師等に関する法律に基づく資格である。
- きゆう師の灸の施術に関する医療行為は、あん摩マツサージ指圧師、はり師、きゆう師等に関する法律(第1条)による医師法(17条)に対する特別法[要出典]で施行を認められている。
- 「きゆう師名簿」は厚生労働省所管の名簿である。
- きゆうの療養費が健康保険によって支給されるのは、神経痛、リウマチ、頸(けい)腕(わん)症候群、五十肩、腰痛症、頸(けい)椎(つい)捻挫後遺症のような慢性的な疼痛を主症とする疾患である。ただし、あらかじめ医師の発行した同意書または診断書が必要である[1]。
- ほとんどの免許者は「はり師」の免許を保持しており、「鍼灸師（現在の法制度上、この名称は存在しないが）」として業務を行なっている。
- 勤務先は、鍼灸マッサージ院、整形外科医院、リハビリ科のある診療所医療機関、東洋医学科などを設置した大学病院、病院、接骨、整骨院（所謂ほねつぎ）などである。

### 資格者について
厚生労働大臣の指定をうけた財団法人東洋療法研修試験財団が、その事務を行っている。
- はり師と組み合わせて鍼灸師と呼称したり、はり師、あん摩マッサージ指圧師と組み合わせて鍼灸マッサージ師もしくは三療師と呼称したりしている。はり師、あん摩マッサージ指圧師、きゆう師は、別々の国家資格であり、養成施設（専門学校や盲学校等）の課程により取得できる免許の種類が異なる（以下、注1参照）。
- あん摩マツサージ指圧師免許、はり師免許およびきゅう師の免許取得者は、教育職員検定により特別支援学校自立教科助教諭の臨時免許状が与えられる（教育職員免許法施行規則第65条。臨時免許状取得者は定められた経験、単位修得により普通免許状が与えられる）。

## きゆう師の養成
現在のきゆう師養成は、以下の施設によりなされる。きゆう師の養成を行う教員は、医師の他、きゆう師教員、理療科教員の資格取得者などとされている。
文科省管轄
1.鍼灸大学（4年制） - 国立1校、私立数校がある。
2.鍼灸短期大学（3年制）
3.特別支援学校（旧盲学校）理療科 - 視覚障害の術者はほとんどこちら出身。授業料は無料。
厚労省管轄
4.鍼灸専門学校（3年制） - 全て私立。全国に81校存在する。ほとんどの晴眼免許者はこちら出身。
注1）養成施設毎の受験可能資格の詳細は以下。
- あんまマッサージ指圧師のみ取得可能な課程 - 盲学校の保健理療科および指圧専門学校など
- はり・きゆう師のみ取得可能な課程 - 鍼灸専門学校の専科および私立鍼灸大学
- はり・きゆう・あんまマッサージ指圧師が取得可能な課程 - 盲学校の専攻科理療科、国立鍼灸大学および鍼灸専門学校の本科。

## 関連団体
- 財団法人東洋療法研修試験財団
- 社団法人東洋療法学校協会
- 日本理療科教員連盟
- 社団法人全日本鍼灸学会
- 公益社団法人日本鍼灸師会
- 社団法人全日本鍼灸マッサージ師会
- 一般社団法人 日本鍼灸療術医学会（NIHON TRADITIONAL MEDICAL SOCIETY）